# Moldauische Billie-Jean-King-Cup-Mannschaft
Die moldauische Billie-Jean-King-Cup-Mannschaft ist die Tennis-Nationalmannschaft der Republik Moldau, die im Teamwettbewerb Billie Jean King Cup eingesetzt wird. Der Billie Jean King Cup (bis 1995 Federation Cup, 1996 bis 2020 Fed Cup) ist der wichtigste Nationenwettbewerb im Damentennis, analog dem Davis Cup bei den Herren.

## Geschichte
Erstmals nahm Moldau 1998 am Billie Jean King Cup teil. Erfolgreichste moldauischeSpielerin ist Daniela Ciobanu, die in acht Jahren insgesamt 26 Billie-Jean-King-Cup-Spiele bestritt.

## Teamchefs
- Olga Cosic

## Spielerinnen der Mannschaft
- Evghenia Ablovatchi
- Angela Ahtemenciuc
- Lia Belibova
- Daniela Ciobanu
- Marina Ciocanu
- Daniela Cociorba
- Olga Cosic
- Stanislava Cozirscaia
- Anastasia Dețiuc
- Renata Farima
- Arina Gamretkaia
- Julia Helbet
- Svetlana Kaefer
- Melisa Martinov
- Maria Melihova
- Gabriela Metreniuc
- Alexandra Perper
- Iulia Rozgon
- Ina Sireteanu
- Alina Soltanici
- Adriana Sosnovschi
- Vitalia Stamat
- Ludmila Stavila
- Olga Terteac
- Iana Tishchenko
- Ecaterina Vasenina
- Anastasia Vdovenco
- Ecaterina Vișnevscaia
- Natalia Volcova
- Tanya Volkova
- Olga Zaicenco